# Creu de terme de la Petja
La creu de terme de la Petja és una creu de terme de Tortosa (Baix Ebre) inclosa a l'Inventari del Patrimoni Arquitectònic de Catalunya.

## Descripció
La creu de terme, medieval, és situada al costat esquerre de l'inici del camí que porta cap al santuari de la Mare de Déu dels Àngels de la Petja.
La creu s'aixeca en el punt mitjà d'una superfície de terreny limitat per un marge de 0,5 m a 1 m d'alçada, segons la zona (la part on es troben unes petites escales arriba a 1 m). El marge dibuixa una circumferència i a l'interior presenta com a basaments de la creu, tres superfícies circulars perfectament concèntriques i que disminueixen de diàmetre en sentit ascendent. Damunt aquests basaments circulars s'aixeca el cos vertical de la creu, format per tres elements prismàtics (que en origen probablement eren quatre, ja que la creu que coronava el conjunt ha desaparegut) que també disminueixen en alçada i perímetre en sentit ascendent. Cal destacar l'element intermedi d'aquest cos vertical, en forma de capelleta, que disposa d'un lleuger nínxol o fornícula on es troba una imatge decapitada, probablement d'algun sant, que sembla portar un llibre a la mà esquerra, mentre que la dreta està aixecada en actitud de beneir.